# 770. pehotni polk (Wehrmacht)
Za druge 770. polke glejte 770. polk.
770. pehotni polk (izvirno nemško Infanterie-Regiment 770) je bil eden izmed pehotnih polkov v sestavi redne nemške kopenske vojske med drugo svetovno vojno.

## Zgodovina
Polk je bil ustanovljen 6. marca 1942 kot polk 19. vala na področju Le Mansa preko AOK 7 iz osebja več divizij znotraj armade; polk je bil dodeljen 377. pehotni diviziji.
15. oktobra 1942 je bil polk preimenovan v 770. grenadirski polk.